# العلاقات القطرية الكورية الجنوبية
العلاقات القطرية الكورية الجنوبية هي العلاقات الثنائية التي تجمع بين قطر وكوريا الجنوبية.

## مقارنة بين البلدين
هذه مقارنة عامة ومرجعية للدولتين:
| وجه المقارنة                                              | قطر           | كوريا الجنوبية                                                          |
| --------------------------------------------------------- | ------------- | ----------------------------------------------------------------------- |
| المساحة (كم2)                                             | 11.44 ألف     | 100.30 ألف                                                              |
| عدد السكان (نسمة)                                         | 2.64 مليون    | 51.47 مليون                                                             |
| الكثافة السكانية (ن./كم²)                                 | 230.77        | 513.16                                                                  |
| العاصمة                                                   | الدوحة        | سول                                                                     |
| اللغة الرسمية                                             | اللغة العربية | اللغة الكورية                                                           |
| العملة                                                    | ريال قطري     | وون كوري جنوبي                                                          |
| الناتج المحلي الإجمالي (بليون دولار)                      | 167.61 مليار  | 1.53 تريليون                                                            |
| الناتج المحلي الإجمالي (تعادل القوة الشرائية) بليون دولار | 316.40 مليار  | 1.75 تريليون                                                            |
| الناتج المحلي الإجمالي الاسمي للفرد دولار أمريكي          | 73.65 ألف     | 27.22 ألف                                                               |
| الناتج المحلي الإجمالي للفرد دولار أمريكي                 | 141.54 ألف    |                                                                         |
| مؤشر التنمية البشرية                                      | 0.850         | 0.901                                                                   |
| رمز المكالمات الدولي                                      | +974          | +82                                                                     |
| رمز الإنترنت                                              | .qa           | .kr                                                                     |
| المنطقة الزمنية                                           | ت ع م+03:00   | توقيت كوريا الجنوبية، ت ع م+09:00، آسيا/سيول ‏، ت ع م+08:00، ت ع م+08:30 |

## منظمات دولية مشتركة
يشترك البلدان في عضوية مجموعة من المنظمات الدولية، منها:
| علم المنظمة | اسم المنظمة                               | تاريخ انضمام قطر | تاريخ انضمام كوريا الجنوبية |
| ----------- | ----------------------------------------- | ---------------- | --------------------------- |
|             | مؤسسة التمويل الدولية                     | 11 أكتوبر 2008   | 16 مارس 1964                |
|             | منظمة حظر الأسلحة الكيميائية              | ?                | ?                           |
|             | يونسكو                                    | 27 يناير 1972    | 14 يونيو 1950               |
|             | الأمم المتحدة                             | 21 سبتمبر 1971   | 17 سبتمبر 1991              |
|             | منظمة الشرطة الجنائية الدولية             | ?                | ?                           |
|             | البنك الدولي للإنشاء والتعمير             | 25 سبتمبر 1972   | 26 أغسطس 1955               |
|             | الاتحاد البريدي العالمي                   | ?                | ?                           |
|             | منظمة التجارة العالمية                    | ?                | ?                           |
|             | المنظمة الهيدروغرافية الدولية             | ?                | ?                           |
|             | المركز الدولي لتسوية المنازعات الاستشارية | 20 يناير 2011    | 23 مارس 1967                |
|             | وكالة ضمان الاستثمار متعدد الأطراف        | 22 أكتوبر 1996   | 12 أبريل 1988               |

## وصلات خارجية
- موقع وزارة الخارجية القطرية
- موقع وزارة الخارجية الكورية الجنوبية